# 青山湖街道
青山湖街道，是中华人民共和国浙江省杭州市临安区下辖的一个街道。青山湖是次于锦南新城区的临安锦城城区次城区。其中杭电信息工程学院、浙江公路技师学院、港大研究院、西安交通大学等高等院校和杭氧、杭叉、福斯特、铁牛集团、大自然等大集团落户于此。

## 辖区
该街道辖有：青山社区、胜联村、青山村、坎头村、研口村、研里村、蒋杨村、洞霄宫村、青南村、朱村。